# Berkhamsted FC
Berkhamsted FC (celým názvem: Berkhamsted Football Club) je anglický fotbalový klub, který sídlí ve městě Berkhamsted v nemetropolitním hrabství Hertfordshire. Založen byl v roce 2009 po zániku původního Berkhamsted Town FC. Od sezóny 2018/19 hraje v Southern Football League Division One Central (8. nejvyšší soutěž). Klubové barvy jsou modrá a žlutá.
Své domácí zápasy odehrává na stadionu Broadwater s kapacitou 2 500 diváků.

## Získané trofeje
- Hertfordshire Charity Shield ( 1× )
  - 2016/17

## Úspěchy v domácích pohárech
Zdroj:
- FA Cup
  - 2. předkolo: 2012/13
- FA Vase
  - 5. kolo: 2015/16

## Umístění v jednotlivých sezonách
Stručný přehled
Zdroj:
- 2009–2010: Spartan South Midlands League (Division Two)
- 2010–2011: Spartan South Midlands League (Division One)
- 2011–2018: Spartan South Midlands League (Premier Division)
- 2018– : Southern Football League (Division One Central)

Jednotlivé ročníky
Zdroj:
Legenda: Z - zápasy, V - výhry, R - remízy, P - porážky, VG - vstřelené góly, OG - obdržené góly, +/- - rozdíl skóre, B - body, červené podbarvení - sestup, zelené podbarvení - postup, fialové podbarvení - reorganizace, změna skupiny či soutěže
| Anglie (2009 – ) |                                                  |        |    |    |    |    |     |    |     |     |        |
| Sezóny           | Liga                                             | Úroveň | Z  | V  | R  | P  | VG  | OG | +/- | B   | Pozice |
| 2009/10          | Spartan South Midlands League (Division Two)     | 11     | 30 | 25 | 3  | 2  | 121 | 34 | +87 | 78  | 1.     |
| 2010/11          | Spartan South Midlands League (Division One)     | 10     | 40 | 34 | 5  | 1  | 122 | 36 | +86 | 107 | 1.     |
| 2011/12          | Spartan South Midlands League (Premier Division) | 9      | 42 | 20 | 6  | 16 | 87  | 71 | +16 | 66  | 7.     |
| 2012/13          | Spartan South Midlands League (Premier Division) | 9      | 42 | 16 | 12 | 14 | 76  | 77 | -1  | 60  | 11.    |
| 2013/14          | Spartan South Midlands League (Premier Division) | 9      | 42 | 26 | 6  | 10 | 111 | 58 | +53 | 84  | 5.     |
| 2014/15          | Spartan South Midlands League (Premier Division) | 9      | 42 | 24 | 4  | 14 | 105 | 64 | +41 | 76  | 6.     |
| 2015/16          | Spartan South Midlands League (Premier Division) | 9      | 42 | 22 | 8  | 12 | 93  | 63 | +30 | 74  | 5.     |
| 2016/17          | Spartan South Midlands League (Premier Division) | 9      | 42 | 21 | 6  | 15 | 77  | 56 | +21 | 69  | 8.     |
| 2017/18          | Spartan South Midlands League (Premier Division) | 9      | 40 | 26 | 10 | 4  | 113 | 54 | +59 | 88  | 2.     |
| 2018/19          | Southern Football League (Division One Central)  | 8      | 38 |    |    |    |     |    |     |     |        |